# Buenamadre
Buenamadre ist eine westspanische Kleinstadt und eine Gemeinde (municipio) mit 109 Einwohnern (Stand: 2024) in der Provinz Salamanca in der Region Kastilien und León. Neben dem Hauptort Buenamadre gehören zur Gemeinde die Ortschaften Los Campos und Aldeávila de Revilla.

## Lage und Klima
Die ca. 750 m hoch gelegene Gemeinde Buenamadre befindet sich im Süden der altkastilischen Hochebene (meseta). Der Río Huebra begrenzt die Gemeinde im Norden. 
Die Stadt Salamanca ist knapp 39 Kilometer in ostnordöstlicher Richtung entfernt. Das Klima im Winter ist durchaus kühl; die geringen Niederschlagsmengen fallen – mit Ausnahme der nahezu regenlosen Sommermonate – verteilt übers ganze Jahr.

## Bevölkerungsentwicklung
| Jahr      | 1970 | 1981 | 1991 | 2001 | 2011 | 2021 |
| Einwohner | 341  | 245  | 218  | 184  | 141  | 119  |

Das kontinuierliche Bevölkerungswachstum der Gemeinde basiert im Wesentlichen auf dem Zuzug der durch die Mechanisierung der Landwirtschaft und der Aufgabe bäuerlicher Kleinbetriebe arbeitslos gewordenen Landbevölkerung (Landflucht), die günstigen Wohnraum nahe der Großstadt Salamanca suchte.

## Sehenswürdigkeiten
- Burgruine
- Michaeliskirche (Iglesia de San Miguel Arcángel)